# احمد تجان کابا
احمد تجان کابا (انگلیسی: Ahmad Tejan Kabbah; زاده ۱۶ فوریهٔ ۱۹۳۲ – درگذشته ۱۳ مارس ۲۰۱۴) سیاستمدار و اقتصاددان اهل سیرالئون بود.
وی از سال ۱۹۹۶ تا ۱۹۹۷ و ۱۹۹۸ تا ۲۰۰۷ رئیس‌جمهور سیرالئون و از سال ۱۹۹۶ تا ۲۰۰۵ رهبر حزب مردم سیرالئون بوده‌است.